# 弗拉迪察·波波维奇
弗拉迪察·波波维奇（羅馬化：Vladica Popović，1935年3月17日—2020年8月10日），塞尔维亚男子足球运动员。他曾入选1956年夏季奥运会南斯拉夫男子足球队名单，但并未上场参赛。他也曾参加1958年和1962年国际足联世界杯。